# Alexandra Nascimento
Alexandra Priscila do Nascimento, conhecida como Alê (Limeira, 16 de setembro de 1981) é uma handebolista brasileira, que atua como ponta direita.

## Trajetória desportiva
Começou a praticar handebol aos 10 anos na Escola Juiz Jairo Matos, em Vila Velha, de onde saiu em 2000 para jogar em São Paulo. Ali foi convocada pela primeira vez para a seleção brasileira júnior.
Em 2001 disputou seu primeiro Campeonato Mundial.
Integrou a seleção brasileira vencedora do Campeonato Mundial de Handebol Feminino de 2013 na Sérvia como vice-artilheira do torneio.
Alexandra também esteve em três edições dos Jogos Olímpicos: 2008 em Pequim, na China (terminando em 9º lugar); 2012 em Londres, na Grã-Bretanha, quando o país obteve sua melhor classificação em uma edição de Olimpíadas, a sexta colocação; e 2016 no Rio de Janeiro.

### Hypo
Jogou dez temporadas, entre 2003 e 2014, no time austríaco Hypo Niederösterreich, do qual era capitã. Quando a equipe terminou sua parceria com a Confederação Brasileira de Handebol que se iniciara em 2011, Alexandra se mudou para o romeno HCM Baia Mare. Em 2012, ela foi eleita Melhor jogadora do mundo pela IHF, a primeira vez que um handebolista brasileiro venceu.

### Principais conquistas

#### Títulos
Hypo Niederösterreich
- Decacampeã da Liga Nacional: 2004, 2005, 2006, 2007, 2008, 2009, 2010, 2011, 2012 e 2013
- Decacampeã da Copa da Áustria: 2004, 2005, 2006, 2007, 2008, 2009, 2010, 2011, 2012 e 2013
- Campeã da Recopa da Europa: 2012/13

Seleção Brasileira
- Tetracampeã do Campeonato Pan-Americano: 2007, 2011, 2013 e 2014[6]
- Tetracampeã dos Jogos Pan-Americanos: 2003, 2007, 2011[7] e 2014.
- Campeã Mundial: 2013

#### Participações
- Jogos Olímpicos de 2004 em Atenas, Jogos Olímpicos de 2008 em Pequim, Jogos Olímpicos de 2012 em Londres[6] e Jogos Olímpicos de 2016 no Rio[2]
- Mundiais da Hungria/2001, Croácia/2003, Rússia/2005, França/2007, China/2009, Brasil/2011 e Sérvia/2013[6]

#### Outros destaques
- Vice-campeã pan-americana no Chile em 2009[6]
- Quinto lugar no Mundial de São Paulo, em 2011[6]
- Sexto lugar nos Jogos Olímpicos de Londres 2012[6]

#### Prêmios
- 2011 - Artilheira do Campeonato Mundial[8]
- 2012 - Melhor ponta direita dos Jogos Olímpicos de Londres-12
- 2012 - Melhor jogadora de handebol do mundo pela IHF[5]